# Campo de Besteiros
Campo de Besteiros ist eine Gemeinde (Freguesia) im portugiesischen Kreis Tondela. In ihr leben 1318 Einwohner (Stand 19. April 2021).